# Snowboard-Juniorenweltmeisterschaften 2018
Die 22. FIS-Snowboard-Juniorenweltmeisterschaften fanden vom 24. August 2018 bis 6. September 2018 in Cardrona statt. Ausgetragen wurden Wettkämpfe im Parallelslalom, Parallel-Riesenslalom, Snowboardcross, Halfpipe, Slopestyle und Big Air.

## Medaillenspiegel
| Platz | Land                | Gold | Silber | Bronze | Gesamt |
| ----- | ------------------- | ---- | ------ | ------ | ------ |
| 1.    | Japan               | 5    | 1      | 1      | 7      |
| 2.    | Russland            | 4    | 3      | 4      | 11     |
| 3.    | Vereinigte Staaten  | 2    | 3      | 1      | 6      |
| 4.    | Österreich          | 1    | 0      | 0      | 1      |
| 5.    | Kanada              | 0    | 2      | 3      | 5      |
| 6.    | Volksrepublik China | 0    | 1      | 1      | 2      |
| 6.    | Niederlande         | 0    | 1      | 1      | 2      |
| 8.    | Deutschland         | 0    | 1      | 0      | 1      |
| 9.    | Schweiz             | 0    | 0      | 1      | 1      |
|       | Gesamt              | 12   | 12     | 12     | 36     |

## Ergebnisse Frauen

### Parallelslalom
| Platz | Land                | Sportlerin               |
| ----- | ------------------- | ------------------------ |
| 1     | Österreich          | Daniela Ulbing           |
| 2     | Russland            | Anastassija Kurotschkina |
| 3     | Russland            | Elena Boltaeva           |
| 4     | Niederlande         | Kiki Bedier de Prairie   |
| 5     | Volksrepublik China | Gong Naiying             |
| 6     | Österreich          | Jemima Juritz            |
| 7     | Russland            | Marija Walowa            |
| 8     | Russland            | Elizaveta Poszdeeva      |

Datum: 6. September 2018

### Parallel-Riesenslalom
| Platz | Land                | Sportlerin          |
| ----- | ------------------- | ------------------- |
| 1     | Russland            | Milena Bykowa       |
| 2     | Volksrepublik China | Gong Naiying        |
| 3     | Russland            | Marija Walowa       |
| 4     | Russland            | Elena Boltaeva      |
| 5     | Österreich          | Jemima Juritz       |
| 6     | Schweiz             | Xenia Spörri        |
| 7     | Österreich          | Daniela Ulbing      |
| 8     | Russland            | Elizaveta Poszdeeva |

Datum: 5. September 2018

### Snowboardcross
| Platz | Land               | Sportlerin          |
| ----- | ------------------ | ------------------- |
| 1     | Russland           | Kristina Paul       |
| 2     | Vereinigte Staaten | Livia Molodyh       |
| 3     | Schweiz            | Sophie Hediger      |
| 4     | Australien         | Emily Boyce         |
| 5     | Tschechien         | Vendula Buresova    |
| 6     | Vereinigte Staaten | Alice Nowicki       |
| 7     | Australien         | Christina Taylor    |
| 8     | Tschechien         | Katerina Louthanova |

Datum: 27. August 2018

### Halfpipe
| Platz | Land                | Sportlerin        |
| ----- | ------------------- | ----------------- |
| 1     | Japan               | Mitsuki Ono       |
| 2     | Vereinigte Staaten  | Tessa Maud        |
| 3     | Kanada              | Elizabeth Hosking |
| 4     | Volksrepublik China | Jia Lulu          |
| 5     | Japan               | Ruki Tomita       |
| 6     | Schweiz             | Berenice Wicki    |
| 7     | Deutschland         | Leilani Ettel     |
| 8     | Volksrepublik China | Fu Xinya          |

Datum: 4. September 2018

### Slopestyle
| Platz | Land               | Sportlerin           |
| ----- | ------------------ | -------------------- |
| 1     | Japan              | Kokomo Murase        |
| 2     | Deutschland        | Annika Morgan        |
| 3     | Kanada             | Sommer Gendron       |
| 4     | Vereinigte Staaten | Jade Thurgood        |
| 5     | Schweiz            | Ariane Burri         |
| 6     | Russland           | Elizaveta Bogdanova  |
| 7     | Vereinigte Staaten | Ty Schnorrbusch      |
| 8     | Neuseeland         | Zoi Sadowski-Synnott |

Datum: 31. August 2018

### Big Air
| Platz | Land                | Sportlerin      |
| ----- | ------------------- | --------------- |
| 1     | Japan               | Kokomo Murase   |
| 2     | Kanada              | Sommer Gendron  |
| 3     | Volksrepublik China | Ren Ziyan       |
| 4     | Vereinigte Staaten  | Jade Thurgood   |
| 5     | Vereinigte Staaten  | Ty Schnorrbusch |
| 6     | Finnland            | Iina Puhakka    |
| 7     | Frankreich          | Luan Salgueira  |
| 8     | Schweiz             | Ariane Burri    |

Datum: 29. August 2018

## Ergebnisse Männer

### Parallel-Slalom
| Platz | Land        | Sportler              |
| ----- | ----------- | --------------------- |
| 1     | Russland    | Dmitri Loginow        |
| 2     | Russland    | Ilia Vitugow          |
| 3     | Russland    | Iaroslav Stepanko     |
| 4     | Schweiz     | Glan Casanova         |
| 5     | Portugal    | Christian de Oliviera |
| 6     | Kanada      | Michael Nazwaski      |
| 7     | Deutschland | Ole-Mikkel Prantl     |
| 8     | Ukraine     | Mykhailo Kharuk       |

Datum: 6. September 2018

### Parallel-Riesenslalom
| Platz | Land        | Sportler             |
| ----- | ----------- | -------------------- |
| 1     | Russland    | Dmitri Loginow       |
| 2     | Russland    | Dmitri Karlagatschew |
| 3     | Russland    | Ilia Vitugow         |
| 4     | Deutschland | Elias Huber          |
| 5     | Schweiz     | Sebastian Schüler    |
| 6     | Deutschland | Yannik Angenend      |
| 7     | Frankreich  | Arnaud Gaudet        |
| 8     | Russland    | Igor Slujew          |

Datum: 5. September 2018

### Snowboardcross
| Platz | Land               | Sportler           |
| ----- | ------------------ | ------------------ |
| 1     | Vereinigte Staaten | Jake Vedder        |
| 2     | Kanada             | Éliot Grondin      |
| 3     | Vereinigte Staaten | Mike Lacroix       |
| 4     | Deutschland        | Maximilian Rathgeb |
| 5     | Norwegen           | Kristian Holmen    |
| 6     | Kanada             | Evan Bichon        |
| 7     | Vereinigte Staaten | Zachary Stewart    |
| 8     | Japan              | Yoshiki Takahara   |

Datum: 27. August 2018

### Halfpipe
| Platz | Land                | Sportler         |
| ----- | ------------------- | ---------------- |
| 1     | Vereinigte Staaten  | Toby Miller      |
| 2     | Japan               | Ruka Hirano      |
| 3     | Japan               | Kaishu Hirano    |
| 4     | Südkorea            | Lee Joon-sik     |
| 5     | Japan               | Raio Kuchisubo   |
| 6     | Volksrepublik China | Wang Ziyang      |
| 7     | Schweiz             | Elias Allenspach |
| 8     | Vereinigte Staaten  | Jake Canter      |

Datum: 4. September 2018

### Slopestyle
| Platz | Land               | Sportler            |
| ----- | ------------------ | ------------------- |
| 1     | Japan              | Takeru Otsuka       |
| 2     | Niederlande        | Niek van der Velden |
| 3     | Niederlande        | Casper Wolf         |
| 4     | Slowenien          | Naj Mekinc          |
| 5     | Vereinigte Staaten | Jake Canter         |
| 6     | Vereinigte Staaten | Will Healy          |
| 7     | Südkorea           | Lee Min-sik         |
| 8     | Japan              | Aoto Kawakami       |

Datum: 31. August 2018

### Big Air
| Platz | Land               | Sportler        |
| ----- | ------------------ | --------------- |
| 1     | Japan              | Takeru Otsuka   |
| 2     | Vereinigte Staaten | Luke Winkelmann |
| 3     | Kanada             | William Buffey  |
| 4     | Slowakei           | Samuel Jaros    |
| 5     | Vereinigte Staaten | Jack Coyne      |
| 6     | Vereinigte Staaten | Dylan Okurowski |
| 7     | Niederlande        | Casper Wolf     |
| 8     | Kroatien           | Tino Stojak     |

Datum: 25. August 2018